# 利馬證券交易所
利馬證券交易所（Bolsa de Valores de Lima，縮寫：BVL） 是秘魯的證券交易所，坐落與首都利馬。該證券交易所有數個指數，其中最重要的是代表最大最有活力交易股的IGBVL（Indice General Bolsa de Valores）。 除此之外，其他的指數還包括ISBVL（Indice Selectivo Bolsa de Valores）和ISP-15（Indice Selectivo Peru-15）。

## 外部連結
- http://www.bvl.com.pe/（页面存档备份，存于）

12°02′54.88″S 77°01′52.94″W / 12.0485778°S 77.0313722°W